# Resolutie 910 Veiligheidsraad Verenigde Naties
Resolutie 910 van de Veiligheidsraad van de Verenigde Naties werd op 14 april 1994 unaniem aangenomen.

## Achtergrond
De Aouzoustrook is een gebied in het noorden van Tsjaad langs de grens met Libië. Het gebied is rijk aan uranium en daarom – en om invloed in Tsjaad te krijgen – viel Libië in 1973 het gebied binnen. In 1976 annexeerde Libië het gebied. 
In 1987 slaagden Tsjadische troepen, onder Franse leiding, erin om de Libiërs tot een gedeeltelijke terugtocht te bewegen. Uiteindelijk besloot het Internationale Gerechtshof in 1994 dat het gebied aan Tsjaad toebehoorde. Na deze beslissing vertrokken de laatste Libische troepen.

## Inhoud
De Veiligheidsraad:
- neemt nota van de brief van Libië en die van Tsjaad;
- verwelkomt het akkoord van Surt over de praktische uitvoering van de uitspraak van het Internationaal Gerechtshof;
- overwoog de intentie van de secretaris-generaal om een verkenningsteam te sturen om de mogelijkheid van een VN-waarnemingsmacht op de Libische terugtrekking te onderzoeken;
- erkent dat het team hiervoor met een VN-vliegtuig naar Libië moet vliegen en dus een uitzondering op paragraaf °4 van resolutie 748 vereist is;

1. beslist dat paragraaf °4 van resolutie 748 niet van toepassing is voor VN-vluchten in en uit Libië voor het verkenningsteam;
2. vraagt de secretaris-generaal het comité opgericht met resolutie 748 in te lichten over die vluchten.

## Verwante resoluties
- Resolutie 915 Veiligheidsraad Verenigde Naties
- Resolutie 926 Veiligheidsraad Verenigde Naties

Lijst ·  893 ·  894 ·  895 ·  896 ·  897 ·  898 ·  899 ·  900 ·  901 ·  902 ·  903 ·  904 ·  905 ·  906 ·  907 ·  908 ·  909 ·  910 ·  911 ·  912 ·  913 ·  914 ·  915 ·  916 ·  917 ·  918 ·  919 ·  920 ·  921 ·  922 ·  923 ·  924 ·  925 ·  926 ·  927 ·  928 ·  929 ·  930 ·  931 ·  932 ·  933 ·  934 ·  935 ·  936 ·  937 ·  938 ·  939 ·  940 ·  941 ·  942 ·  943 ·  944 ·  945 ·  946 ·  947 ·  948 ·  949 ·  950 ·  951 ·  952 ·  953 ·  954 ·  955 ·  956 ·  957 ·  958 ·  959 ·  960 ·  961 ·  962 ·  963 ·  964 ·  965 ·  966 ·  967 ·  968 ·  969